# 一郷正道
一郷 正道（いちごう まさみち、1941年 - ）は、日本の仏教学者。文学博士（京都大学・1986年）。元京都産業大学教授、大谷大学教授、京都光華女子大学・同短期大学部学長。岡崎教区第34組真勝寺住職。

## 略歴
静岡県生まれ。1959年（昭和34年）、静岡県立静岡高等学校卒業。1963年（昭和38年）、大谷大学文学部仏教学科卒業。1967年（昭和42年）、ワシントン州立大学極東学部大学院入学。1969年（昭和44年）、京都産業大学講師、1970年（昭和45年）、京都大学大学院文学研究科博士課程宗教学（仏教学）専攻単位取得後退学。1981年（昭和56年）、京都産業大学教養部教授。1986年（昭和61年）、文学博士（論文博・京都大学）。1997年（平成9年）、大谷大学文学部教授。2007年（平成19年）、京都光華女子大学・同短期大学部学長。専門は仏教学。岡崎教区第34組真勝寺住職。

## 著書
- 『2015年安居次講　ハリバドラの伝える瑜伽行中観派思想』 東本願寺出版 2015.7
- 『瑜伽行中観派の修道論の解明 : 『修習次第』の研究』 一郷正道研究代表 ;小澤千晶, 太田蕗子 共同編集 一郷正道 2011.3
- 『大乗仏典』 田村智淳 ; 一郷正道 訳 中央公論新社 2004.1
- 『大乗仏典』	田村智淳 著 中央公論新社 2003.12
- 『インドの文化と論理 : 戸崎宏正博士古稀記念論文集』 赤松明彦 編 九州大学出版会 2000.10
- 『岩波講座・東洋思想第八巻インド仏教I』 共著 岩波書店 1991.12
- 『中観荘厳論の研究 : シャーンタラクシタの思想』 文栄堂書店 1985.9
- 『三昧王経』	田村智淳 訳 中央公論社 1980.9-1980.12
- 『三昧王経』	田村智淳, 一郷正道 訳 中央公論社 1975.1-1975.9
- 『ハリバドラの伝える瑜伽行中観派思想』 真宗大谷派宗務所教育部編 東本願寺出版部 2015.7
- 『Madhyamakālaṁkāra of Śāntarakṣita with his own commentary of vṛtti and with the subcommentary or Pañjikā of Kamalaśīla』 critically edited by Masamichi Ichigō Bun-eido 1985